# Urambo
Urambo es un valiato de Tanzania perteneciente a la región de Tabora.
En 2012, el valiato tenía una población de 192 781 habitantes, de los cuales 34 176 vivían en la kata de Urambo.
El valiato se ubica en el oeste de la región y es limítrofe con la región de Katavi. La localidad se ubica unos 80 km al oeste de Tabora, sobre la carretera que lleva a Kigoma.

## Subdivisiones
Se divide en las siguientes 16 katas:
- Imalamakoye
- Itundu
- Kapilula
- Kasisi
- Kiloleni
- Muungano
- Nsenda
- Songambele
- Ugalla
- Ukondamoyo
- Urambo
- Usisya
- Ussoke
- Uyogo
- Uyumbu
- Vumilia